# Elecciones municipales de Cuba de 2012
Las elecciones municipales de Cuba de 2012 se celebraron el 21 de octubre para elegir a los 14 537 delegados a las Asambleas Municipales del Poder Popular, las cuales eligen a una parte de la Asamblea Nacional del Poder Popular. Dichos cargos duran dos años y medio. La segunda vuelta estaba convocada para el 28 de octubre en caso de que algún candidato obtuviera menos del 50% de los votos válidos en su respectivo municipio, sin embargo éstas tuvieron que posponerse hasta el 4 de noviembre debido a los estragos causados por el Huracán Sandy. Y al ser las provincias más afectadas, las del oriente cubano, se decidió que la provincia de Holguín tendría su segunda vuelta el 11 de noviembre mientras que Santiago de Cuba tuvo su balotaje el 18 de noviembre. Posterior a la realización de las elecciones municipales se realizarían las elecciones legislativas, convocadas para el 3 de febrero de 2013.

## Votaciones
La tasa de participación fue del 94,21%, con un total de 90,58% de sufragios positivos. El 4,97% de los votos fue en blanco y el 4,45% nulo. Poco más del 14% de los 13 124 delegados elegidos en esa ocasión son jóvenes, debiéndose realizar una segunda vuelta el 28 de octubre en 1413 circunscripciones, las que fueron pospuestas debido al paso del huracán Sandy.
La segunda vuelta, realizada el 4 de noviembre, resultaron elegidos 1159 delegados, siendo necesaria una tercera vuelta en una circunscripción del municipio de Manatí, en la provincia de Las Tunas. Dicha tercera vuelta se realizó el 11 de noviembre en conjunto con las segundas vueltas de 125 circunscripciones de la provincia de Holguín.
Entre los candidatos triunfadores está Adela Hernández, que se convirtió en el primer transgénero elegido para un cargo político en Cuba, al ser elegido como delegado en el municipio de Caibarién en la provincia de Villa Clara. Dicho cargo le permite que pueda ser elegida como representante en la Asamblea Nacional del Poder Popular en 2013.
Los cargos elegidos asumieron sus puestos el 25 de noviembre, ocasión en las que se eligió también a los presidentes y vicepresidentes de las 168 Asambleas Municipales del Poder Popular.

## Cronología
| Fecha           | Elección               | Cobertura                                     | Cargos a elegir  |
| --------------- | ---------------------- | --------------------------------------------- | ---------------- |
| 21 de octubre   | Elecciones municipales | Nacional                                      | 14 537 delegados |
| 4 de noviembre  | Segunda vuelta         | Nacional (excepto Holguín y Santiago de Cuba) | 1160 delegados   |
| 11 de noviembre | Tercera vuelta         | Municipio de Manatí (provincia de Las Tunas)  | 1 delegado       |
| 11 de noviembre | Segunda vuelta         | Provincia de Holguín                          | 125 delegados    |
| 18 de noviembre | Segunda vuelta         | Provincia de Santiago de Cuba                 | 130 delegados    |

## Resultados de la primera vuelta
Datos de la Comisión Electoral Nacional.
| Provincia           | Votantes habilitados | Participación | Participación | Válidos   | Válidos | Blancos | Blancos | Nulos   | Nulos | Delegados electos | Circunscripciones a 2a vuelta |
| Provincia           | Votantes habilitados | Votantes      | %             | Votos     | %       | Votos   | %       | Votos   | %     | Delegados electos | Circunscripciones a 2a vuelta |
| ------------------- | -------------------- | ------------- | ------------- | --------- | ------- | ------- | ------- | ------- | ----- | ----------------- | ----------------------------- |
| Pinar del Río       | 453.220              | 432.135       | 95,35         | 389.840   | 90,21   | 27.640  | 6,40    | 14.655  | 3,39  | 976               | 42                            |
| Artemisa            | 385.039              | 368.179       | 95,62         | 320.641   | 87,09   | 20.511  | 5,57    | 27.027  | 7,34  | 720               | 35                            |
| La Habana           | 1.674.029            | 1.558.880     | 93,12         | 1.383.501 | 88,75   | 77.764  | 4,99    | 97.615  | 6,26  | 1.412             | 205                           |
| Mayabeque           | 293.756              | 284.233       | 96,76         | 249.151   | 87,65   | 13.577  | 4,78    | 21.505  | 7,57  | 576               | 19                            |
| Matanzas            | 557.086              | 515.913       | 92,61         | 467.887   | 90,69   | 20.906  | 4,05    | 27.120  | 5,26  | 841               | 61                            |
| Villa Clara         | 623.355              | 594.851       | 95,43         | 538.807   | 90,58   | 30.647  | 5,15    | 25.397  | 4,27  | 1.103             | 151                           |
| Cienfuegos          | 309.761              | 299.954       | 96,83         | 268.712   | 89,59   | 16.230  | 5,41    | 15.012  | 5,00  | 547               | 40                            |
| Sancti Spíritus     | 365.312              | 347.727       | 95,19         | 319.328   | 91,83   | 15.787  | 4,54    | 12.612  | 3,63  | 646               | 50                            |
| Ciego de Ávila      | 329.518              | 309.949       | 94,06         | 286.496   | 92,43   | 12.947  | 4,18    | 10.506  | 3,39  | 577               | 51                            |
| Camagüey            | 589.280              | 548.082       | 93,01         | 500.947   | 91,40   | 24.127  | 4,40    | 23.008  | 4,20  | 897               | 77                            |
| Las Tunas           | 404.488              | 381.593       | 94,34         | 351.506   | 92,12   | 17.803  | 4,66    | 12.284  | 3,22  | 665               | 99                            |
| Holguín             | 785.747              | 738.871       | 94,03         | 664.031   | 89,87   | 45.254  | 6,13    | 29.586  | 4,00  | 1.294             | 125                           |
| Granma              | 626.424              | 586.706       | 93,66         | 536.410   | 91,43   | 33.092  | 5,64    | 17.204  | 2,93  | 1.090             | 105                           |
| Santiago de Cuba    | 775.290              | 721.087       | 93,01         | 672.353   | 93,24   | 31.647  | 4,39    | 17.087  | 2,37  | 1.183             | 130                           |
| Guantánamo          | 365.504              | 354.294       | 96,93         | 336.276   | 94,91   | 10.512  | 2,97    | 7.506   | 2,12  | 525               | 208                           |
| Isla de la Juventud | 61.684               | 59.144        | 95,88         | 52.904    | 89,45   | 4.025   | 6,80    | 2.215   | 3,75  | 72                | 15                            |
| Total nacional      | 8.599.493            | 8.101.598     | 94,21         | 7.338.790 | 90,58   | 402.469 | 4,97    | 360.339 | 4,45  | 13.124            | 1.413                         |